# Syntrichia latifolia
Syntrichia latifolia là một loài Rêu trong họ Pottiaceae. Loài này được (Bruch ex Hartm.) Huebener miêu tả khoa học đầu tiên năm 1833.

## Hình ảnh

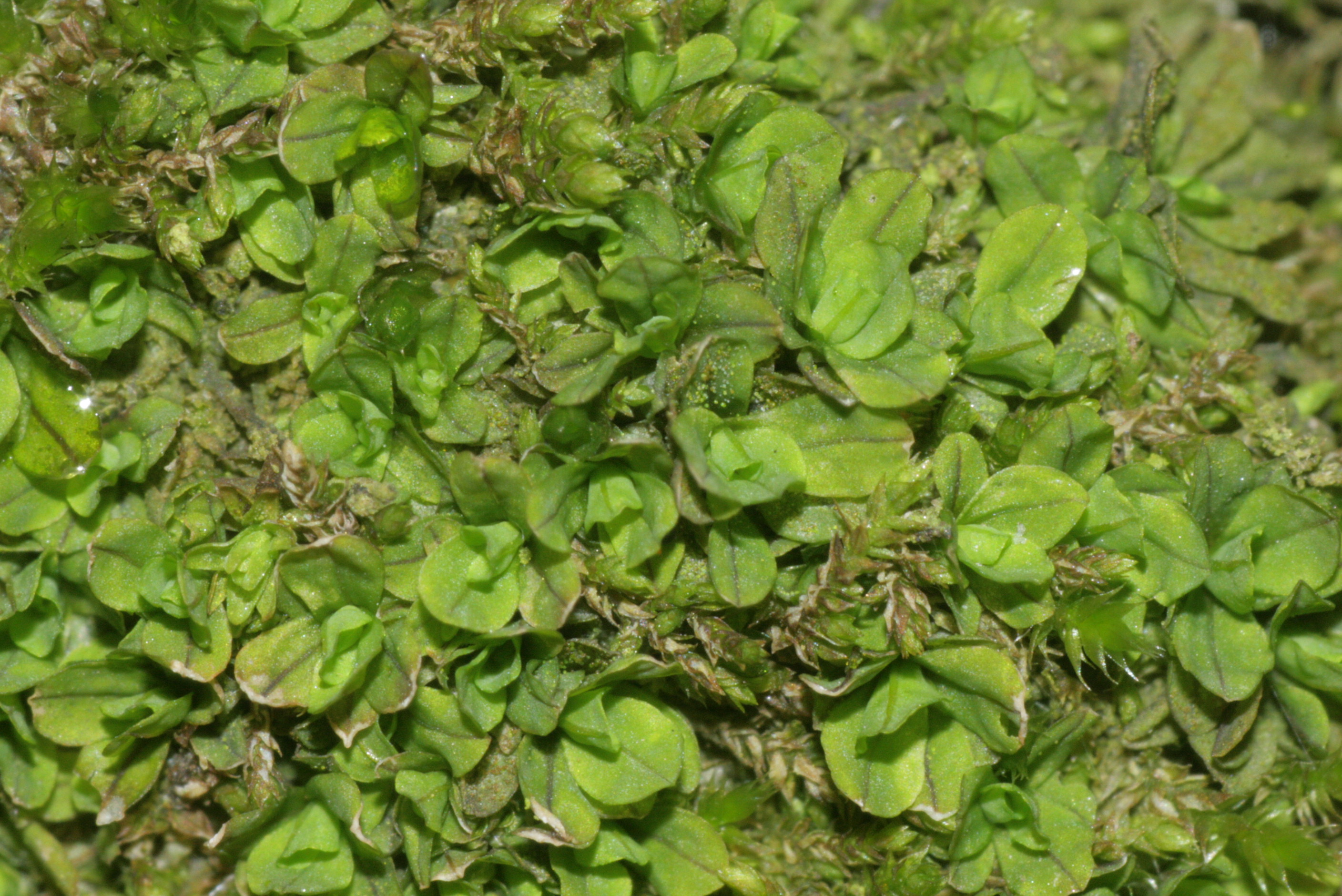
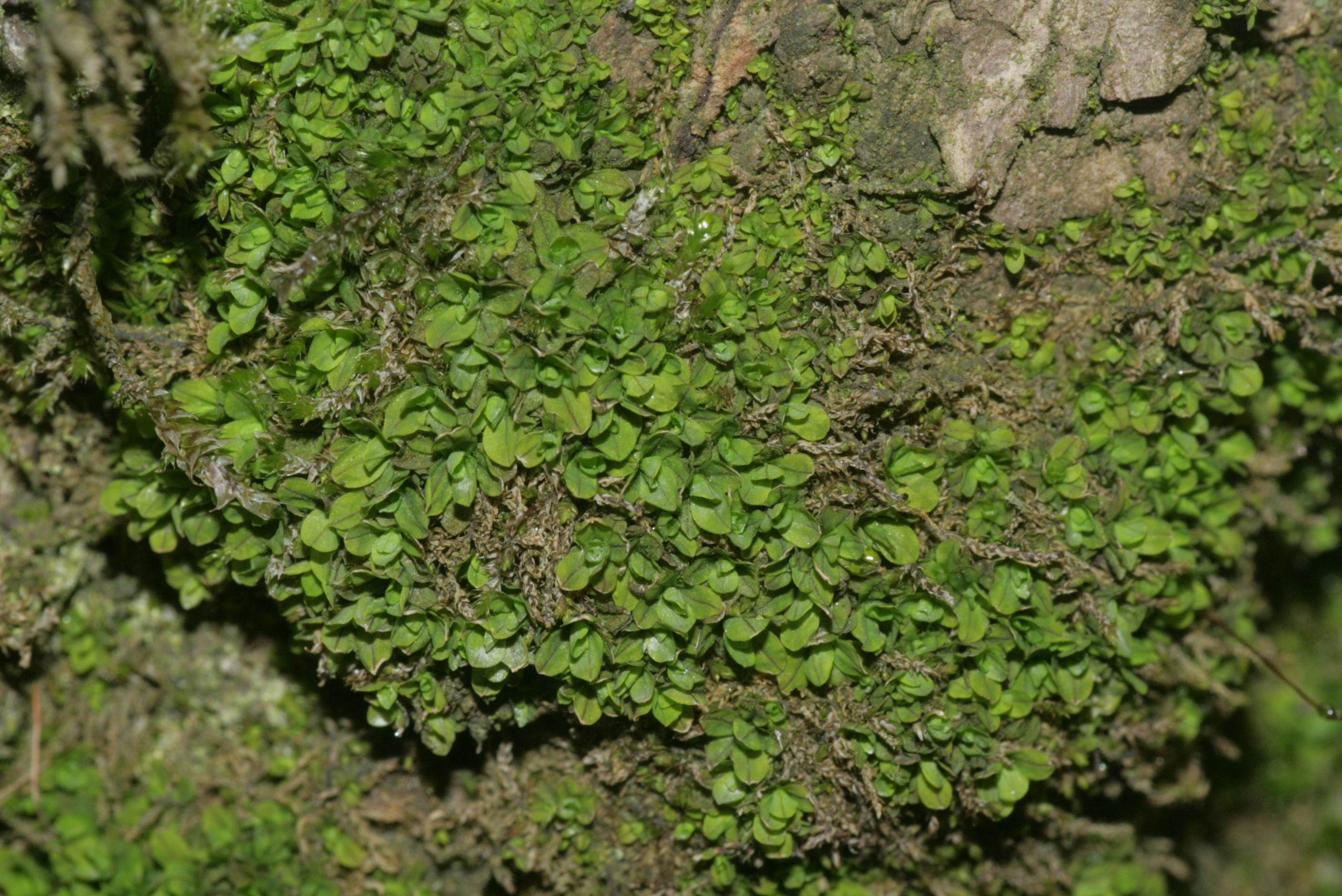
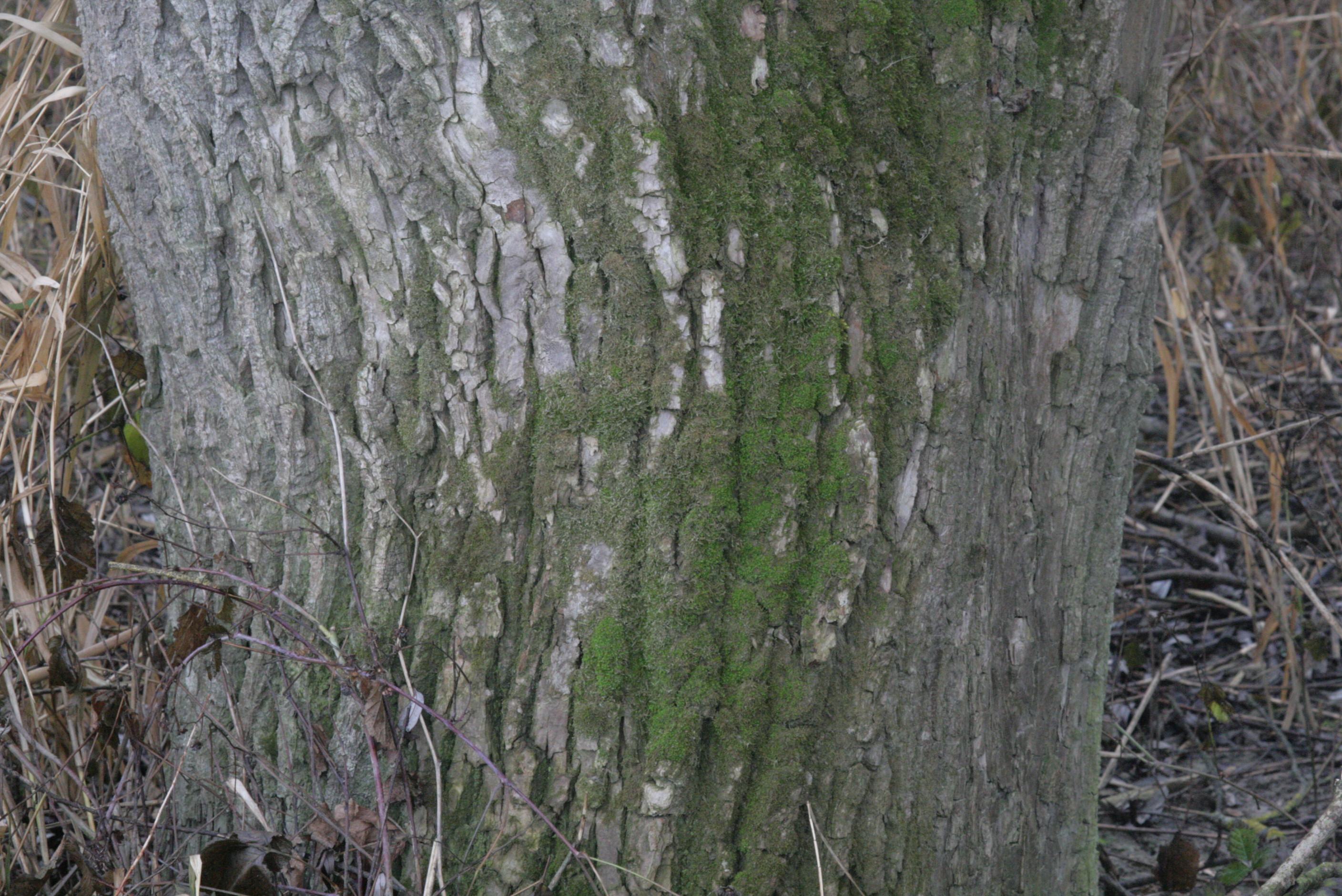
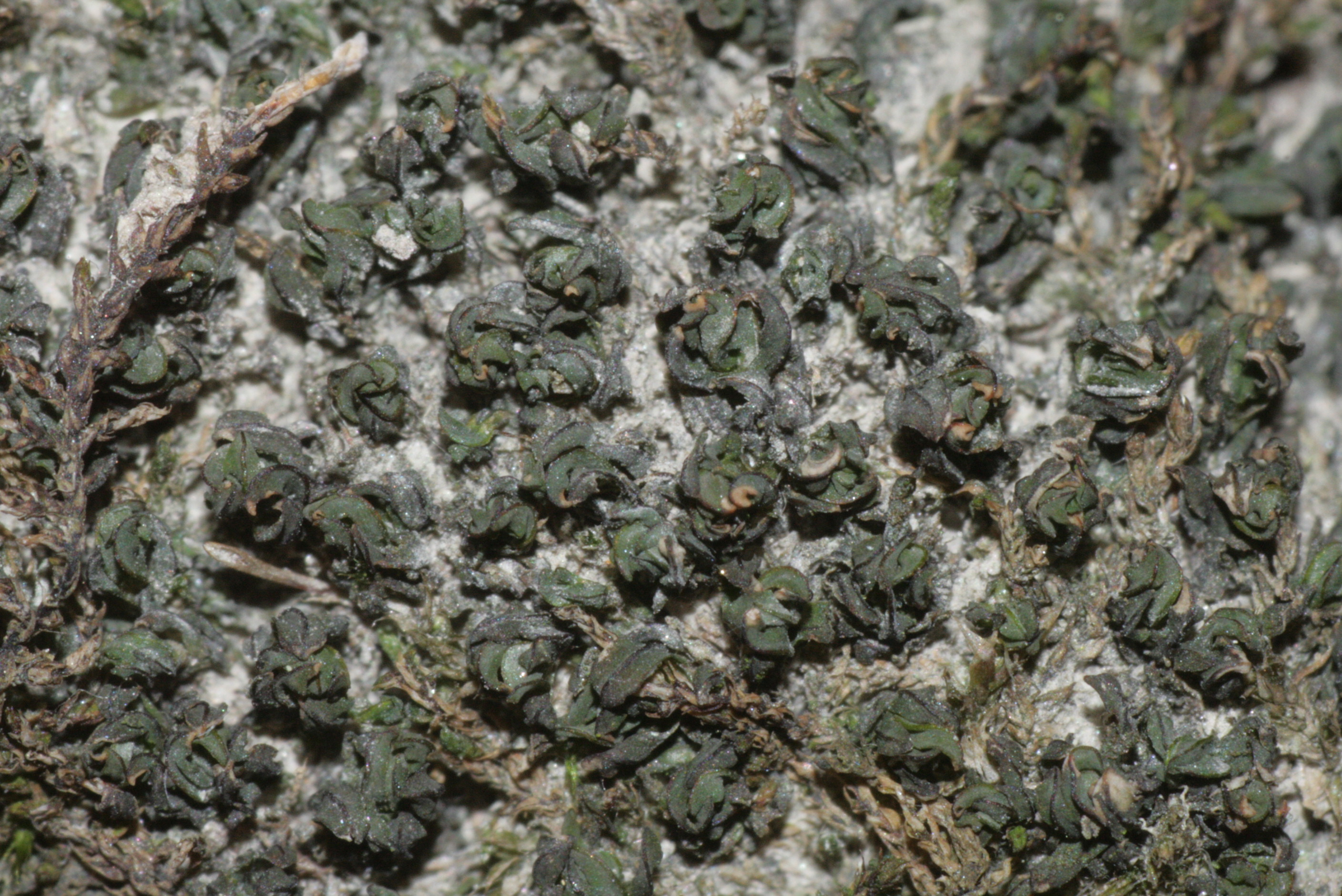